# KADOKAWAサクラナイツ
KADOKAWAサクラナイツ（カドカワサクラナイツ）は、競技麻雀のチーム対抗戦のナショナルプロリーグ・Mリーグのチーム。KADOKAWAがオーナー企業となり、2019年に設立された。

## 略歴
2019-20シーズンを前に、Mリーグ8番目のチームとして設立された。名前の由来はKADOKAWAが埼玉県所沢市との共同プロジェクト「COOL JAPAN FOREST構想」の中核施設として建設したところざわサクラタウンに由来する。2019-20シーズンはチーム定員が3名から4名に拡大したシーズンであったが、ドラフト会議において4人目は指名せず、初年度は内川幸太郎・岡田紗佳・沢崎誠の3名で戦った。
2020-21シーズン開幕前、所属チーム3名の3チームにのみドラフト権が与えられたドラフト会議において、堀慎吾を指名した。
参戦した2019から2年連続でセミファイナルに進出し、またセミファイナルも上位通過をしていたものの2019は4位、2020は2位と優勝を逃す展開が続いていたが、6位でレギュラーシーズンを通過した2021-22ではセミファイナル1位通過。沢崎誠が持病の療養のためファイナル不参戦という状況の中、堀慎吾がチームを引っ張る形で勝ちを広げ、念願の優勝を手にした。過去3シーズン、セミファイナルを4位通過したチームが優勝していたが、サクラナイツは初めてセミファイナル1位通過からの優勝を果たした。
2022年6月30日、2021-22シーズンをもって、沢崎誠との契約が満了。2022-23シーズンを前にしたドラフト会議で渋川難波を指名した。
2024-25シーズンをもって、内川幸太郎との契約が満了。2025-26シーズンを前にしたドラフト会議で阿久津翔太を指名した。

## 所属選手
| シーズン | 選手       | 選手     | 選手     | 選手   | 選手 |
| -------- | ---------- | -------- | -------- | ------ | ---- |
| 2019-20  | 内川幸太郎 | 岡田紗佳 | 沢崎誠   |        |      |
| 2020-21  | 内川幸太郎 | 岡田紗佳 | 沢崎誠   | 堀慎吾 |      |
| 2021-22  | 内川幸太郎 | 岡田紗佳 | 沢崎誠   | 堀慎吾 |      |
| 2022-23  | 内川幸太郎 | 岡田紗佳 | 渋川難波 | 堀慎吾 |      |
| 2023-24  | 内川幸太郎 | 岡田紗佳 | 渋川難波 | 堀慎吾 |      |
| 2024-25  | 内川幸太郎 | 岡田紗佳 | 渋川難波 | 堀慎吾 |      |
| 2025-26  | 阿久津翔太 | 岡田紗佳 | 渋川難波 | 堀慎吾 |      |

## 監督
KADOKAWAサクラナイツの監督を務める森井巧（もりい たくみ、1983年2月1日（42歳））は、KADOKAWAの出版事業グループコンテンツ推進室の室長を兼務していたが、2022年4月よりMリーグ運営室の室長専業となっている。北海道出身。KADOKAWA関連では、富士見ドラゴンブック、富士見ファンタジア文庫、ドラゴンマガジン、角川スニーカー文庫編集部の総括編集長のほか、テレビアニメ作品のプロデューサーなどを担当した経歴を持つ。

## サクラナイツ最強決定戦
Mリーグ2021-22からポストシーズン期の企画として『サクラナイツ最強決定戦』と称したチームメンバー4名による"超豪華弁当"を賭けた麻雀対決企画を公式YouTubeチャンネルで行っている。
Mリーグルール半荘2回戦のトータルポイントで争われ、優勝者に超豪華弁当、準優勝に豪華弁当、3位にコンビニスイーツ、4位にうまい棒が進呈される。
この企画においては、私語が通常禁止されているMリーグを含めた競技麻雀の対局とは違い"会話自由"となっており、同じチームに所属している選手でありながら互いに容赦ないトラッシュ・トークが飛び交うのが大きな特徴となっている。
第2回であるMリーグ2022-23ポストシーズン期に行われた決定戦においては副賞および特別賞があり、特別賞は最高打点賞(EDWINのデニムセットアップ)と「その日一番の名言を出したor引き出した」選手に贈られる監督選考の賞である"トラッシュトークキング"(Amazonギフトカード3000円分)が用意された。
対局は日本プロ麻雀連盟の夏目坂スタジオで行われ、実況はMリーグ公式実況でもある日吉辰哉、解説は監督の森井と2022年は当時Mリーグ公式解説だった渋川難波、2023年は渋谷ABEMASの白鳥翔が担当した。

## サクラナイツ最強タッグ決定戦
Mリーグ2023-24のポストシーズン期に実施された、チームメンバー4名を2組に分けての"超豪華弁当"を賭けた麻雀対決企画。BOOK☆WALKERとの協賛企画として行われた。
前年の最強決定戦が非常に好評となったため、個人戦ではこれを超えることはできないだろうとの監督判断により、タッグ戦へと遷移した。
内川幸太郎・渋川難波の"ダブルリバーコンビ"、そして岡田紗佳・堀慎吾の"岡堀コンビ"によるMリーグルールを基本とした半荘2回戦のトータルポイント勝負。
Mリーグルールとの差異としては、順位ウマが違う(+15,+5,-5,-15)こととオカがないこと、明確なノーテンリーチの禁止(-10000点)となる。
勝者チームに超豪華弁当およびBOOK☆WALKERコイン50000枚を各員に、敗者チームにうまい棒が進呈される。
この企画における大きな特徴であるトラッシュ・トークについては基本的にこれまでと同様自由に会話が可能だが、"対局内容に影響しない範囲"という細則が設けられた。
対局は前年までと同じく日本プロ麻雀連盟の夏目坂スタジオで行われ、実況は日吉辰哉、解説は森井とKONAMI麻雀格闘倶楽部の滝沢和典が担当した。

## チーム成績

### 総合成績
‎
‎
‎
‎
‎
‎

### レギュラーシーズン
| シーズン | 順位 | 総合   | 選手・得点 | 選手・得点 | 選手・得点 | 選手・得点 | 選手・得点 | 選手・得点 | 選手・得点 | 選手・得点 |
| -------- | ---- | ------ | ---------- | ---------- | ---------- | ---------- | ---------- | ---------- | ---------- | ---------- |
| 2019-20  | 4位  | 48.4   | 沢崎誠     | 234.3      | 内川幸太郎 | ▲33.1      | 岡田紗佳   | ▲152.8     |            |            |
| 2020-21  | 2位  | 497.3  | 内川幸太郎 | 468.7      | 堀慎吾     | 275.6      | 岡田紗佳   | 33.6       | 沢崎誠     | ▲280.6     |
| 2021-22  | 6位  | 177.0  | 沢崎誠     | 399.7      | 堀慎吾     | 178.8      | 内川幸太郎 | ▲139.7     | 岡田紗佳   | ▲261.8     |
| 2022-23  | 4位  | ▲41.5  | 内川幸太郎 | 151.1      | 岡田紗佳   | 36.7       | 渋川難波   | ▲105.1     | 堀慎吾     | ▲124.2     |
| 2023-24  | 3位  | 247.2  | 岡田紗佳   | 212.0      | 渋川難波   | 147.2      | 堀慎吾     | 92.8       | 内川幸太郎 | ▲204.8     |
| 2024-25  | 7位  | ▲413.9 | 渋川難波   | 76.7       | 堀慎吾     | 72.5       | 内川幸太郎 | ▲56.6      | 岡田紗佳   | ▲506.5     |

### セミファイナル
| シーズン | 結果                   | 総合                   | 持越                   | セミファイナル         | 選手・得点             | 選手・得点             | 選手・得点             | 選手・得点             | 選手・得点             | 選手・得点             | 選手・得点             | 選手・得点             |
| -------- | ---------------------- | ---------------------- | ---------------------- | ---------------------- | ---------------------- | ---------------------- | ---------------------- | ---------------------- | ---------------------- | ---------------------- | ---------------------- | ---------------------- |
| 2019-20  | 1位                    | 284.7                  | 24.2                   | 260.5                  | 沢崎誠                 | 157.4                  | 内川幸太郎             | 69.6                   | 岡田紗佳               | 33.5                   |                        |                        |
| 2020-21  | 2位                    | 294.5                  | 248.7                  | 45.8                   | 岡田紗佳               | 56.7                   | 内川幸太郎             | 38.9                   | 堀慎吾                 | 37.7                   | 沢崎誠                 | ▲87.5                  |
| 2021-22  | 1位                    | 248.5                  | 88.5                   | 160.0                  | 堀慎吾                 | 158.3                  | 岡田紗佳               | 136.2                  | 内川幸太郎             | 8.0                    | 沢崎誠                 | ▲142.5                 |
| 2022-23  | 6位                    | ▲376.0                 | ▲20.7                  | ▲355.3                 | 渋川難波               | 80.6                   | 岡田紗佳               | 11.0                   | 堀慎吾                 | ▲166.7                 | 内川幸太郎             | ▲280.2                 |
| 2023-24  | 3位                    | 86.8                   | 123.6                  | ▲36.8                  | 堀慎吾                 | 108.4                  | 渋川難波               | ▲10.6                  | 内川幸太郎             | ▲18.5                  | 岡田紗佳               | ▲116.1                 |
| 2024-25  | レギュラーシーズン敗退 | レギュラーシーズン敗退 | レギュラーシーズン敗退 | レギュラーシーズン敗退 | レギュラーシーズン敗退 | レギュラーシーズン敗退 | レギュラーシーズン敗退 | レギュラーシーズン敗退 | レギュラーシーズン敗退 | レギュラーシーズン敗退 | レギュラーシーズン敗退 | レギュラーシーズン敗退 |

### ファイナル
| シーズン | 結果                   | 総合                   | 持越                   | ファイナル             | 選手・得点             | 選手・得点             | 選手・得点             | 選手・得点             | 選手・得点             | 選手・得点             | 選手・得点             | 選手・得点             |
| -------- | ---------------------- | ---------------------- | ---------------------- | ---------------------- | ---------------------- | ---------------------- | ---------------------- | ---------------------- | ---------------------- | ---------------------- | ---------------------- | ---------------------- |
| 2019-20  | 4位                    | ▲249.1                 | 142.4                  | ▲391.5                 | 岡田紗佳               | ▲54.7                  | 沢崎誠                 | ▲140.2                 | 内川幸太郎             | ▲196.6                 |                        |                        |
| 2020-21  | 2位                    | 103.4                  | 147.3                  | ▲43.9                  | 岡田紗佳               | 14.0                   | 内川幸太郎             | 1.0                    | 堀慎吾                 | ▲25.1                  | 沢崎誠                 | ▲33.8                  |
| 2021-22  | 優勝                   | 202.0                  | 124.3                  | 77.7                   | 堀慎吾                 | 52.1                   | 内川幸太郎             | 29.3                   | 岡田紗佳               | ▲3.7                   | 沢崎誠                 | ※                      |
| 2022-23  | セミファイナル敗退     | セミファイナル敗退     | セミファイナル敗退     | セミファイナル敗退     | セミファイナル敗退     | セミファイナル敗退     | セミファイナル敗退     | セミファイナル敗退     | セミファイナル敗退     | セミファイナル敗退     | セミファイナル敗退     | セミファイナル敗退     |
| 2023-24  | 3位                    | ▲42.1                  | 43.4                   | ▲85.5                  | 岡田紗佳               | 100.3                  | 内川幸太郎             | ▲12.9                  | 堀慎吾                 | ▲59.6                  | 渋川難波               | ▲113.3                 |
| 2024-25  | レギュラーシーズン敗退 | レギュラーシーズン敗退 | レギュラーシーズン敗退 | レギュラーシーズン敗退 | レギュラーシーズン敗退 | レギュラーシーズン敗退 | レギュラーシーズン敗退 | レギュラーシーズン敗退 | レギュラーシーズン敗退 | レギュラーシーズン敗退 | レギュラーシーズン敗退 | レギュラーシーズン敗退 |

## 個人成績

### 選手通算成績（レギュラーシーズン）
| 選手名     | 半荘 | Pt     | 平均 | 最高点 | 1着率 | 連対率 | 回避率 | 平着 | 1着 | 1.5 | 2着 | 2.5 | 3着 | 3.5 | 4着 |
| ---------- | ---- | ------ | ---- | ------ | ----- | ------ | ------ | ---- | --- | --- | --- | --- | --- | --- | --- |
| 堀慎吾     | 146  | 495.5  | 3.4  | 92,900 | 29.5% | 52.1%  | 77.4%  | 2.41 | 43  | 1   | 32  | 0   | 36  | 1   | 33  |
| 沢崎誠     | 88   | 353.4  | 4.0  | 92,100 | 27.3% | 56.8%  | 76.1%  | 2.40 | 24  | 0   | 26  | 0   | 16  | 1   | 21  |
| 内川幸太郎 | 136  | 185.6  | 1.4  | 76,700 | 30.1% | 47.8%  | 73.5%  | 2.49 | 41  | 0   | 24  | 0   | 33  | 2   | 36  |
| 渋川難波   | 74   | 118.8  | 1.6  | 72,600 | 27.0% | 52.7%  | 77.0%  | 2.43 | 20  | 0   | 19  | 0   | 18  | 0   | 17  |
| 岡田紗佳   | 112  | ▲638.8 | ▲5.7 | 75,700 | 20.5% | 44.6%  | 67.0%  | 2.67 | 23  | 1   | 26  | 1   | 24  | 0   | 37  |
| チーム通算 | 556  | 514.5  | 0.9  | 92,900 | 27.2% | 50.4%  | 74.1%  | 2.48 | 151 | 2   | 127 | 1   | 127 | 4   | 144 |

### タイトル
- Mトーナメント優勝

渋川難波 2023

## 役満
| シーズン | シリーズ   | 通算回         | 日付・曜日・回 | 日付・曜日・回 | 日付・曜日・回 | 局         | 役     | 東家     | 南家       | 西家     | 北家     | 出典   |
| -------- | ---------- | -------------- | -------------- | -------------- | -------------- | ---------- | ------ | -------- | ---------- | -------- | -------- | ------ |
| 2019-20  | レギュラー | 第57戦/全180戦 | 2019年11月14日 | 木             | 第1戦          | 南1局2本場 | 四暗刻 | 丸山奏子 | 沢崎誠     | 前原雄大 | 魚谷侑未 | [ 19 ] |
| 2020-21  | レギュラー | 第97戦/全180戦 | 2021年1月2日   | 土             | 第1戦          | 東4局1本場 | 四暗刻 | 堀慎吾   | 佐々木寿人 | 日向藍子 | 茅森早香 | [ 20 ] |

 和了者   放銃者 

## チームスポンサー
2019-20シーズン
- テレビアニメ『痛いのは嫌なので防御力に極振りしたいと思います。』（2020年2月25日より[21]）

2020-21シーズン
- 『鳴かせてくれない上家さん』[22]
- BOOK☆WALKER[23]

2021-22シーズン
- テレビアニメ『リアデイルの大地にて』[24]

2022-23シーズン
- パーソルプロセス&テクノロジー[25]
- シソンヌ[26]